# Marie Joseph Just Cherrier
Marie Joseph Just Cherrier, né le 10 octobre 1859 à Lunéville et mort le 11 novembre 1945, est un général de division français dont le nom est associé à la Première Guerre mondiale.

## Biographie

### Grades
- 27/03/1913: colonel,
- 15/02/1915: général de brigade,
- 18/05/1917: général de division à titre temporaire
- 26/06/1918: général de division

### Postes
- 23/09/1913 : colonel, commandant du  1er régiment de marche de zouaves
- 30/08/1914 : colonel, commandant de la 3e brigade d'infanterie marocaine dite 3e brigade du Maroc
- 24/05/1915 : général, commandant de la  152e division d'infanterie
- 15/10/1915 : en disponibilité.
- 23/12/1915 : général, commandant de la  61e division d'infanterie de réserve
- 11/06/1916 : à la disposition du résident général de France au Maroc
- 30/06/1916 : général, commandant de la subdivision de Fez
- 25/05/1919 : général, commandant de la division d'Oran
- 10/10/1921 : placé dans la section de réserve

### Décorations

#### Décorations Françaises
- : Grand officier de la Légion d'honneur le 16/06/20
  - Commandeur (25/12/16)
  - Officier (30/12/14)
  - Chevalier (11/07/00)
- : Croix de guerre 1914-1918 1 palme
- : Médaille interalliée 1914-1918
- : Médaille commémorative de la Grande Guerre
- : Médaille coloniale avec agrafe « Tunisie »

#### Décorations Étrangères
- : Croix de guerre ( Belgique)
- : Grand officier de l'ordre du Ouissam alaouite ( Maroc)
- Mérite militaire chérifien ( Maroc)
- : Grand-croix du Nicham Iftikhar ( Tunisie) le 19/02/18
  - Officier (11/07/99)